# Добердо-дель-Лаго
Добердо-дель-Лаго, Добердо-дель-Лаґо (італ. Doberdò del Lago) — муніципалітет в Італії, у регіоні Фріулі-Венеція-Джулія,  провінція Гориція.
Добердо-дель-Лаго розташоване на відстані близько 450 км на північ від Рима, 32 км на північний захід від Трієста, 12 км на південний захід від Гориції.
Населення — 1421 особа (2014).

## Демографія
Населення за роками:

Станом на 1 січня 2023 року в муніципалітеті офіційно проживало 25 іноземців з 10 країн, серед них 7 громадян країн Євросоюзу та 4 громадяни України.

## Сусідні муніципалітети
- Комено
- Дуїно-Ауризіна
- Фольяно-Редіпулья
- Мерна-Кастаньевіцца
- Монфальконе
- Ронкі-дей-Леджонарі
- Саградо
- Савонья-д'Ізонцо